# Vent catabatique
Pour les articles homonymes, voir Vent (homonymie).

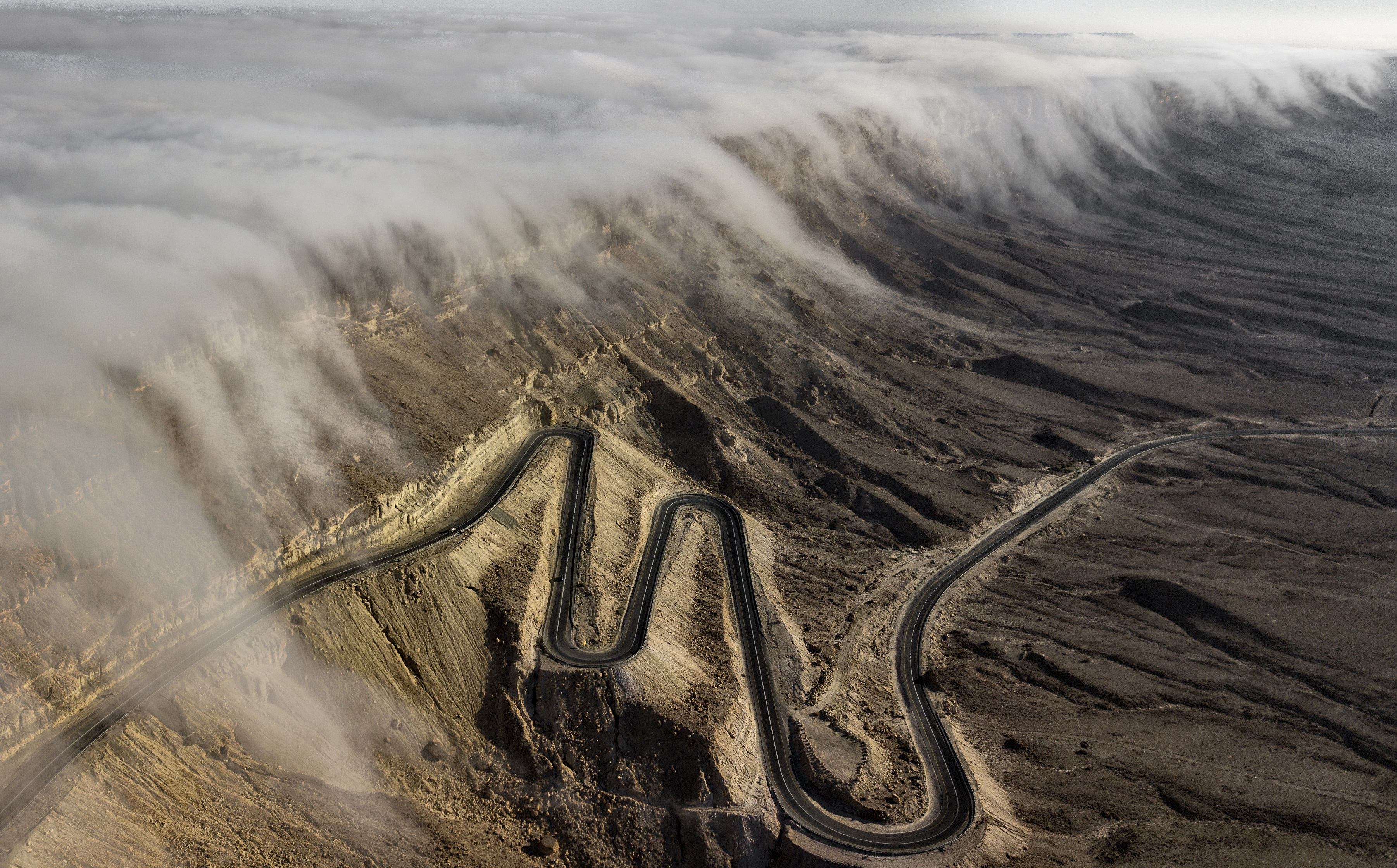
L'air refroidi par le plateau tombe dans le Makhtesh Ramon, suivi par le brouillard radiatif, juste après l'aube. Le refroidissement radiatif des hauts plateaux désertiques refroidit l'air, le rendant plus dense que l'air des basses terres. L'air plus froid peut également contenir moins de vapeur d'eau ; celle-ci se condense sous forme de minuscules gouttelettes de brouillard, qui s'évaporent à nouveau lorsque l'air se réchauffe. Ici, l'air qui tombe se réchauffe de manière adiabatique, et le brouillard s'évapore à nouveau en tombant.

Un vent catabatique – du grec ancien κατάβασις / katábasis « descendant (la pente) » – est un vent gravitationnel produit par le déséquilibre d'une masse d'air refroidie, devenue de ce fait plus dense, qui dévale alors un relief géographique,. Diverses conditions météorologiques sont nécessaires pour son déclenchement : une inversion de température en altitude et un faible gradient de pression possiblement accompagné d'une dépression en aval. Une fois le processus enclenché, la masse d'air froid s'accélère et la vitesse du vent peut être extrêmement élevée (plus de 200 km/h), nettement plus que le vent anabatique.
On retrouve les plus spectaculaires vents de ce type en Antarctique ou en Arctique au Groenland, en particulier autour de Tasiilaq où il prend le nom de Piterak. Cependant, il peut se produire partout où les conditions nécessaires sont réunies. Le mistral et la bora sont ainsi deux vents catabatiques européens connus mais le vent qui descend des montagnes par une nuit dégagée et froide en est un autre exemple.

## Principe

Vents catabatiques le long de la côte antarctique causant une polynie.

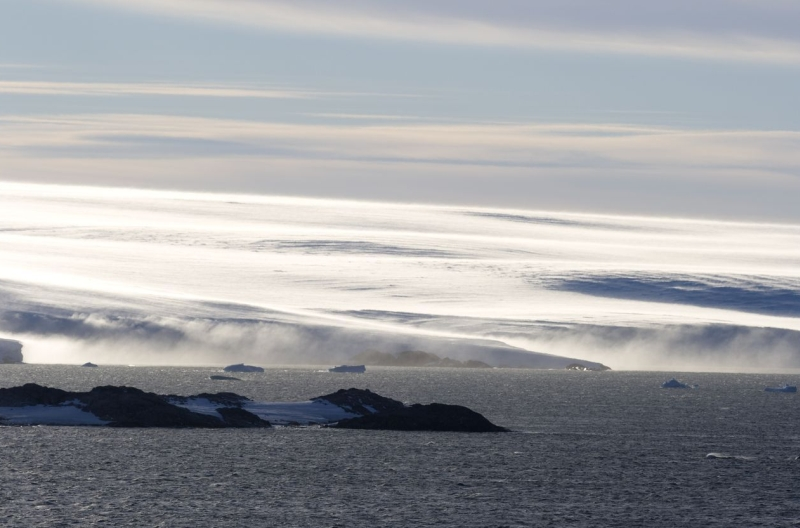
Photo de polynie créée par un vent catabatique en Antarctique.

Il s'agit d'un phénomène de brise de pente mais, à l'inverse du vent anabatique qui est entrainé par un réchauffement, le vent catabatique est entrainé par un refroidissement.
On peut refroidir l'air de deux façons : par radiation ou par modification par la couche sous-jacente. Dans le premier cas, il s'agit d'une masse d'air qui perd son énergie vers les couches supérieures, comme dans le cas de la température de surface qui descend la nuit lors d'un ciel dégagé. Dans le second cas, l'air passe sur une surface plus froide et prendra graduellement la température de celle-ci, comme dans le cas de l'air passant sur un glacier,.
Dans les deux cas, si le gradient de pression dans la région engendre un vent, la masse d'air froid se déplacera avec celui-ci et aucun vent catabatique n'est possible. Par contre, si une inversion de température garde l'air froid dans une couche près du sol et que le vent est faible ou nul, on assistera à la formation d'une goutte d'air froid. La goutte froide crée une haute pression locale. Si elle se trouve à une altitude supérieure à de l'air plus chaud, ce dernier forme une basse pression locale et la goutte froide descendra la pente pour le remplacer. Cette goutte froide étant plus dense que de l'air plus chaud, elle s'immiscera en dessous de celui-ci lors du contact. La force du vent dépend de la différence de température entre les deux masses d'air, de la pente et de la friction causée par le relief.
Le vent catabatique se distingue des vents de type fœhn qui descendent également la pente. Ces derniers sont le résultat d'un forçage par le vent de l'air par-dessus le relief, et sa température au sommet de l'obstacle n'est pas dû à un refroidissement local,. 

### Refroidissement radiatif

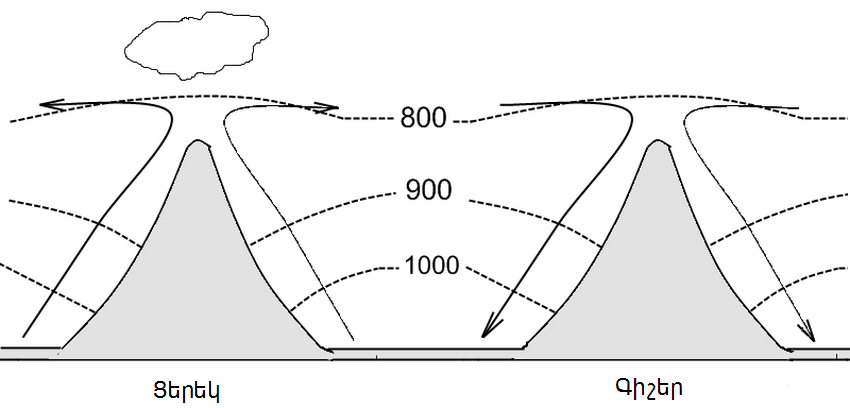
Circulation (flèches) et niveau de pression (tiretés) dans les brises de pente (anabatique du côté ensoleillé et catabatique du côté à l'ombre).

Le vent catabatique dû au refroidissement de la masse d'air par la perte de chaleur par radiation est localisé. Le cas le plus courant est celui d'un refroidissement nocturne de l'air le long des pentes d'une montagnes ou le jour sur les pentes à l'ombre. Le refroidissement maximal est au sommet mais se produit aussi tout le long de la pente, alors que l'air à une certaine distance de celle-ci, mais à la même altitude, se refroidit moins ou peu. La température potentielle équivalente ({\displaystyle \theta _{e}}) de l'air le long de la pente devient donc inférieure à celle de l'environnement et ceci donne une flottabilité négative qui le fait descendre.

### Masse d'air
Le vent catabatique par un refroidissement de la masse d'air au sommet d'un dénivelé se produit après le passage d'un front froid ou sur une masse de glace, ou encore dans un anticyclone thermique. Ceci est donc généralement une situation à plus grande échelle. Le {\displaystyle \theta _{e}} de cette masse étant inférieur à celui le long de la pente, la goutte froide descend. C'est le cas pour le vent catabatique descendant du plateau antarctique vers la mer ou des hauts plateaux montagneux vers les vallées. Ainsi, le Mistral ou la Bora ne sont pas des vents de type foehn à proprement parler mais des vents catabatiques, même si ces vents sont très secs en aval.
En effet, le Mistral classique est engendré par une descente d'air froid stagnant sur les hauts plateaux du Massif central vers la basse vallée du Rhône. Il semblerait que le vent de Santa Ana soit lui aussi un vent catabatique. Il est originaire du Grand Bassin dans l'Utah, soufflant en Californie du Sud.

## Effets

### Temps associé
La goutte froide dévalant la pente dans un vent catabatique est déjà relativement peu humide et la  subsidence en diminue encore l'humidité relative par compression adiabatique. Il en résulte une plus ou moins grande dissipation des nuages dans l'air remplacé par la goutte. Cependant, la masse d'air au-dessus de l'altitude d'où est parti le vent catabatique ne subit pas de modifications. Cela a pour résultat de faire remonter la base des nuages plus haut en altitude mais pas nécessairement de dégager le ciel complètement. S'il y avait des précipitations, elles deviendront plus faibles ou nulles et l'apparition de virgas est possible.

### Vol
Que ce soit pour les oiseaux migrateurs pratiquant le vol plané ou pour la pratique du vol à voile, les vents catabatiques sont défavorables car ils engendrent des courants descendants qui peuvent être dangereux, au contraire des vents anabatiques qui favorisent les déplacements ascendants,.

## Phénomène de Loewe
Les vents catabatiques  peuvent en moins d'une minute passer de la force d'un ouragan au calme plat. Quelques instants plus tard, la tempête peut recommencer. Ce phénomène serait dû à un creux de pression engendré par le différentiel d'épaisseur de la couche d'air descendant et pourrait être assimilé au coup de bélier dans une canalisation. Ce phénomène est observé en Arctique et en Antarctique depuis longtemps mais également ailleurs dans le monde. Ainsi, le 18 novembre 1991, la vitesse du vent de Santa Ana dans le désert de Mojave est passée de 160 km/h au calme plat entre 6 heures et 8 heures.